# Joop Carp
Johan Robert „Joop” Carp (ur. 30 stycznia 1897 w Tjomal, zm. 25 marca 1962 w Johannesburgu) – holenderski żeglarz sportowy. Dwukrotny medalista olimpijski.
Urodził się na terenie dzisiejszej Indonezji. Brał udział w trzech igrzyskach (IO 20, IO 24, IO 36), na dwóch zdobywał medale. Zmarł w RPA.
Na igrzyskach olimpijskich wystąpiła także jego żona Johanna Hall (w jeździectwie) oraz brat Bernard.

## Występy na igrzyskach olimpijskich
- Antwerpia 1920 – klasa 6,5 metra –  – Oranje (Petrus Wernink, Bernard Carp)
- Paryż 1924 – klasa 6 metrów –  – Willem Six (Anthonij Guépin, Jan Vreede)
- Berlin 1936 – klasa 6 metrów – 8 – DeRuyter (Herman Looman, Ernst Moltzer, Ansco Dokkum, Cornelis Jonker)